# Kenta Itakura
Kenta Itakura (japanisch 板倉 健太 Itakura Kenta; * 15. Juni 2002 in der Präfektur Saitama) ist ein japanischer Fußballspieler.

## Karriere
Kenta Itakura erlernte das Fußballspielen in der Schulmannschaft der Yamanashi Gakuin University High School sowie in der Universitätsmannschaft der Tokyo International University. Seinen ersten Vertrag unterschrieb er am 1. Februar 2025 bei Mito Hollyhock. Der Verein aus Mito spielt in der zweiten japanischen Liga, der J2 League. Sein Zweitligadebüt gab Kawakami am 15. Februar 2025 (1. Spieltag) im Auswärtsspiel gegen Júbilo Iwata. Bei der 3:2-Niederlage stand er in der Startelf und spielte die kompletten 90 Minuten.